# Ochrilidia harterti
Ochrilidia harterti är en insektsart som först beskrevs av Bolívar, I. 1913.  Ochrilidia harterti ingår i släktet Ochrilidia och familjen gräshoppor.

## Underarter
Arten delas in i följande underarter:
- O. h. harterti
- O. h. salfiana